# ツィミヘティ人
ツィミヘティ人（Tsimihety）は、マダガスカルの民族。人口は約100万人。主にマダガスカル北部のアンツィラナナ州や、マハジャンガ州北部、トアマシナ州北部の各内陸部に居住する。マダガスカルで4番目に大きな民族グループである。言語はマダガスカル語を使う。「ツィミヘティ」とは、「髪を切らない人々」という意味である。
ツィミヘティ人は牧畜と稲作を主な生業としている。過去王国を形成したことはなく、社会も階層化していないが、移住を繰り返して領域を広げ、特に西のサカラヴァ人の領域に勢力を広げている。

## 関連文献
- 深澤秀夫, ラザフィアリヴニ・ミシェル編訳「マダガスカルの民話 I ツィミヘティ・ベツィミサラカ・マシクル」、東京外国語大学アジア・アフリカ言語文化研究所、2018年1月、2024年5月23日閲覧。